# حكومة أوديشا

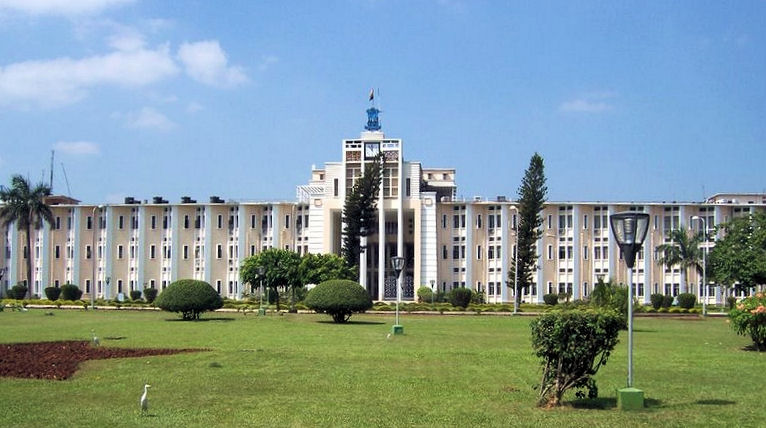
أمانة أوديشا، بوبانسوار

تتكون حكومة ولاية أوديشا الهندية ومقاطعاتها الثلاثين من السلطة التنفيذية، التي يقودها محافظ أوديشا، والسلطة القضائية والسلطة التشريعية.
مثل الولايات الأخرى في الهند، رئيس ولاية أوديشا هو الحاكم الذي يعينه رئيس الهند بناءً على نصيحة الحكومة المركزية ومنصبه تشريفي إلى حد كبير. رئيس الوزراء هو رئيس الحكومة ويمتلك معظم السلطات التنفيذية. بوبانسوار هي عاصمة أوديشا، وتضم فيدهان سبها (الجمعية التشريعية) والسكرتارية. تتمتع محكمة أوريسا العليا، الواقعة في كوتاك، بالسلطة القضائية على الولاية بأكملها.
تتكون الجمعية التشريعية الحالية لأوديشا من غرفة واحدة تتكون من 147 عضوًا في الجمعية التشريعية. مدتها 5 سنوات.
ويمثل ولاية أوديشا في النظام المركزي بـ21 عضوا في لوك سابها (مجلس الشعب) و10 أعضاء في راجيا سابها (مجلس الشيوخ). هناك 21 دائرة انتخابية لوك سابها يتم انتخاب المرشحين منها في الانتخابات العامة إلى لوك سابها. تم انتخاب أعضاء راجيا سابها و/أو ترشيحهم من قبل عضو الجمعية التشريعية من خلال أحزابهم السياسية الأم.

## الأقسام
| قسم                                                                               | وزير                                                                  |
| --------------------------------------------------------------------------------- | --------------------------------------------------------------------- |
| الإدارة العامة والمظالم العامة وأي أقسام أخرى غير محددة على وجه التحديد           | نافين باتنايك (رئيس وزراء أوديشا)                                     |
| تمكين الفلاحة والزراعة، الثروة السمكية وتنمية الثروة الحيوانية، التعليم العالي    | آرون كومار ساهو (وزير مجلس الوزراء)                                   |
| الغابات والبيئة، الشؤون البرلمانية                                                | بيكرام كيشاري أروخا (وزير مجلس الوزراء)                               |
| الصحة ورعاية الأسرة                                                               | نابا كيشور داس (وزير مجلس الوزراء)                                    |
| المالية والضرائب                                                                  | نيرانجان بوجاري (وزير مجلس الوزراء)                                   |
| التخطيط والتقارب والتجارة والنقل                                                  | بادمانابها باهارا (وزير مجلس الوزراء)                                 |
| الأشغال، الصلب والمناجم                                                           | برافولا كومار ماليك (وزير مجلس الوزراء)                               |
| الحكم المحلي، مياه الشرب والقانون والإسكان والتنمية الحضرية                       | براتاب جينا (وزير مجلس الوزراء)                                       |
| الإمدادات الغذائية وشؤون المستهلك والتعاون                                        | رانندرا براتاب سوين (وزير مجلس الوزراء)                               |
| إدارة الإيرادات والكوارث                                                          | سودام مارندي (وزير مجلس الوزراء)                                      |
| التنمية الريفية والعمل والتأمين الحكومي للموظفين                                  | سوزانتا سينغ (وزير مجلس الوزراء)                                      |
| تنمية المرأة والطفل ومهمة شاكتي                                                   | توكوني ساهو (وزير مجلس الوزراء)                                       |
| العلوم والتكنولوجيا، المؤسسات العامة، الضمان الاجتماعي وتمكين الأشخاص ذوي الإعاقة | أشوك تشاندرا باندا وزير الدولة (المسؤول المستقل)                      |
| الطاقة، الصناعات، المشروعات الصغيرة والمتوسطة، المنزل                             | دبيا شانكار ميشرا وزير الدولة (المسؤول المستقل) ووزير الدولة للداخلية |
| تطويرالقبائل وشؤون الأقليات والطبقات الأقل تطوراً                                  | جاغاناث ساركا وزير الدولة (المسؤول المستقل)                           |
| السياحة واللغة والأدب والثقافة                                                    | جيوتي براكاش بانيجراهي وزير الدولة (المسؤول المستقل)                  |
| النول والمنسوجات والحرف اليدوية                                                   | بادميني ديان وزير الدولة (المسؤول المستقل)                            |
| تنمية المهارات والتعليم الفني                                                     | بريماناندا ناياك وزير الدولة (المسؤول المستقل)                        |
| الموارد المائية والمعلومات والعلاقات العامة                                       | راغوناندان داس وزير الدولة (المسؤول المستقل)                          |
| المدرسة والتعليم الشامل                                                           | سمير رانجان داس وزير الدولة (المسؤول المستقل)                         |
| الإلكترونيات وتكنولوجيا المعلومات والرياضة وشؤون الشباب                           | توشاركانتي باهارا وزير الدولة (المسؤول المستقل)                       |

## روابط خارجية
- الموقع الرسمي